# Raspailia flaccida
Raspailia flaccida är en svampdjursart som beskrevs av Patricia R. Bergquist 1970. Raspailia flaccida ingår i släktet Raspailia och familjen Raspailiidae.
Artens utbredningsområde är havet kring Nya Zeeland. Inga underarter finns listade i Catalogue of Life.